# Darwinia salina
Darwinia salina är en myrtenväxtart som beskrevs av Lyndley Alan Craven och S.R.Jones. Darwinia salina ingår i släktet Darwinia och familjen myrtenväxter.
Artens utbredningsområde är Sydaustralien. Inga underarter finns listade i Catalogue of Life.